# Jürgen Schwoerbel
Jürgen Schwoerbel (* 22. Januar 1930 in Duisburg; † 22. November 2002 in Möggingen (Radolfzell)) war ein deutscher Limnologe. Er lehrte an der Albert-Ludwigs-Universität Freiburg und der Universität Konstanz.
Jürgen Schwoerbel studierte Zoologie, Botanik, Limnologie und Geologie an der Universität Innsbruck und der Universität Freiburg. Nach seiner Promotion über „Ökologische und tiergeographische Untersuchungen über die Milben (Acari, Hydrachnellae) der Quellen und Bäche des südlichen Schwarzwaldes und seiner Randgebiete“ wurde er wissenschaftlicher Assistent von Hans-Joachim Elster an der Universität Freiburg. Er untersuchte nun vor allem die Besiedlung des hyporheischen Interstitial.
Nach seiner Habilitation im Jahre 1966 wurde er Hochschuldozent. 1971 wurde er zum Professor an der Universität Freiburg ernannt. Seit 1980 hatte er zugleich Lehrverpflichtungen an der Universität Konstanz inne. Jürgen Schwoerbel war Begründer und Autor des rasch zum Standardlehrbuch avancierten Lehrbuchs der Limnologie (während acht Auflagen als Alleinautor) sowie eines Taschenbuchs über "Methoden der Hydrobiologie". Daneben war er Herausgeber mehrerer Fachbücher über die Süßwasserfauna Mitteleuropas. 
Schwoerbel wirkte im 1974 veröffentlichten Film „Fließgewässer“ des Instituts für Film und Bild in Wissenschaft und Unterricht (FWU-Nr. 32 02843) mit.

## Buchveröffentlichungen von Jürgen Schwoerbel (Auswahl)
- J. Schwoerbel: Methoden der Hydrobiologie. Süßwasserbiologie. 4. neubearbeitete Auflage. G. Fischer, Stuttgart 1994, ISBN 3-437-30757-6 (UTB für Wissenschaft. Uni-Taschenbücher 979).
- J. Schwoerbel, H. Brendelberger: Einführung in die Limnologie. 9. Auflage, unveränderter Nachdruck. Spektrum Akad. Verlag, Heidelberg 2010, ISBN 978-3-8274-1498-4.

| Personendaten    | Personendaten                               |
| ---------------- | ------------------------------------------- |
| NAME             | Schwoerbel, Jürgen                          |
| KURZBESCHREIBUNG | deutscher Limnologe, Professor der Biologie |
| GEBURTSDATUM     | 22. Januar 1930                             |
| GEBURTSORT       | Duisburg                                    |
| STERBEDATUM      | 22. November 2002                           |
| STERBEORT        | Möggingen (Radolfzell)                      |